# Club Cienciano
El Club Cienciano es un club de fútbol peruano de la ciudad del Cusco. Fue fundado el 8 de julio de 1901, es el club más representativo de la ciudad imperial, y junto a su clásico rival, Deportivo Garcilaso, dividen la población cusqueña entre sus simpatizantes. Actualmente juega en la Liga 1, la Primera División del fútbol nacional.
Es el primer y único equipo peruano que ha ganado torneos internacionales oficiales de la FIFA y Conmebol, al obtener la Copa Sudamericana en 2003 y la Recopa Sudamericana en 2004 frente a River Plate y Boca Juniors, respectivamente. También cuenta con 3 torneos del campeonato local (Clausura 2001, Apertura 2005 y Clausura 2006), Campeón Nacional Liga 2 2019, 3 Copas Perú Región VII y 2 Copas Regionales Sur; y a nivel departamental, 3 Copas Municipales y 28 Copas de la Liga Departamental del Cusco.
El club Cienciano es uno de los más antiguos del Perú y mantiene una rivalidad histórica con FBC Melgar con el que disputa el llamado Clásico del Sur y son de los clubes del interior que más hinchas tienen en todo el Perú.
Según la tabla histórica de la IFFHS, Cienciano fue el mejor equipo del Perú entre la última década del siglo XX y primera década del siglo XXI, ubicándose en el puesto 103, por delante del Sporting Cristal (138), Universitario (149) y Alianza Lima (193); y en diciembre de 2003 y septiembre de 2004 fue anunciado por la IFFHS como el mejor equipo del mes del mundo.
En la tabla histórica del fútbol peruano de la Primera División se ubica en el 6.° puesto debido a las buenas campañas que realizó en la Primera División, obteniendo 3 subcampeonatos en los años 2001, 2005, 2006. Así como el Torneo Clausura 2001, Torneo Apertura 2005 y Torneo Clausura 2006.
El club tiene como mascota oficial a un Burrito, con el cual se identifican a lo largo de toda su historia.

## Historia

### Fundación
A finales del siglo XIX, el misionero inglés William Newell llegó al Cusco instalándose en el Colegio Nacional de Ciencias y Artes e inculcando la práctica de un deporte que su país había inventado y que en el Perú daba sus primeros pasos. Poco después, el 8 de julio de 1901 fundó el club bajo el nombre de «San Bernardo Tescellino» en honor al patrón del colegio. El 27 de julio de 1902, el equipo jugó su primer partido oficial, ante el Atletic Club de la misma ciudad.
El cambio de nombre
En 1973, cuando el equipo se alistaba para debutar en la profesional en condición de invitado, la directiva se percató que el equipo no existía en los Registros Públicos, por lo que debían inscribirlos previa conformación de los estatutos. No obstante, dichos papeles no existían y el tiempo apremiaba, es por ello que Félix Villegas Cajachagua, exdirector del colegio y presidente honorario del club, junto a Manuel Muñoz Ochoa y Rubén Carrillo, deciden "copiar" el estatuto del «Unión Cienciano», un club de fútbol fundado en la década del 50 y que contaba con un equipo de divisiones menores, este era manejado por un directivo del San Bernardo quien finalmente colaboró con la refundación. Cambiaron solamente el nombre original a Club Cienciano del Cusco para así formalizar la existencia del Cienciano ante los Registros Públicos y otorgarle su "partida de nacimiento".

### Era Amateur (1901-1973)

#### Década de 1900: Debut y primer título en la Liga provincial de Cusco
El debut de Cienciano ocurrió aproximadamente un año después de su fundación, el 27 de julio de 1902 ante el Atletic Club. Disputándose en la Plazoleta de Santiago por Fiestas Patrias entre el Cienciano y el Atletic Club. Destacaron en dicha época, jugadores como Humberto de la Sota, delantero, Eduardo Cáceres como defensa y William Newell, profesor, fundador y director técnico; Luis Alberto Araníbar en el medio campo. Para ese entonces, Cienciano utilizaba como uniforme una chompa roja, ribete blanco, pantalón negro, gorra y zapatos ingleses.
Su primer título oficial en la Liga del Cusco lo logró en el año 1903 y fue el primero de 28 copas en su historia en la era amateur. Demostrando así una clara supremacía sobre sus similares.

#### Década de 1910
Los primeros partidos de la época se jugaban en el estadio Universitario, ubicado en pleno centro de la ciudad (avenida De la Cultura) y no fue hasta 1958 que se dejó de utilizar dicho escenario, año en que se inauguró el actual Estadio Garcilaso de la Vega. Por lo que en dicho recinto empezaron a figurar dos equipos, el Cienciano y el Universitario del Cusco, equipo derivado de la Universidad San Antonio Abad del Cusco. Elencos que llevaron a protagonizar el clásico local; cabe resaltar, que otro equipo destacado de la zona era el Pachacútec.
Cienciano logró siete títulos más a sus vitrinas durante dicha década, obteniendo así su pentacampeonato en la Liga Departamental del Cusco y el tricampeonato de copas Municipales en el Cusco. Tales títulos oficiales los logró en 1912, 1913, 1914 y 1915, mientras que las copas Municipales las consiguió en 1918, 1919 y 1920.
También destacó en el club el aviador cusqueño Alejandro Velasco Astete, que a su vez fue el capitán del equipo y caracterizado por su juego aguerrido y la destreza que mostraba a la mitad de la cancha.

#### Décadas de 1920 y 1930 y el nacimiento de la arenga "el papá"
Durante esta década consiguió 4 títulos más en la Liga del Cusco. Dando a entender el predominio en dicha Liga y consiguiendo así 12 títulos oficiales en sus vitrinas (9 en la Liga y 3 durante la Copa Municipal del Cusco). Cienciano logró ser campeón de la Liga Departamental cuatro veces más, durante los años 1924, 1927, 1928 y 1929, respectivamente. El uniforme del conjunto cusqueño ya empezaba a utilizar medias de color rojo, en reemplazo a las blancas que utilizaba anteriormente.
Durante los años 30, Cienciano no presentó el protagonismo al que tenía acostumbrado a la afición, dado que sólo pudo campeonar dos veces la Liga del Cusco y fue así su década más escasa en cuanto a trofeos y títulos. Durante dicha época, Cienciano logró 2 copas en la Liga, durante los años 1931 y 1936, logrando así 14 títulos oficiales en sus vitrinas.
Esta época es recordada como aquella que dio origen a la famosa arenga que ya se hizo un espacio dentro del mundo del fútbol y la cual vio nacer al apodo más conocido y famoso del elenco rojo: "El papá". Su historia se remonta a 1938 cuando Oscar "Papay" Holguín, alumno muy entusiasta a la hora de arengar a sus compañeros, vio que justamente el equipo incaico iba perdiendo 2-0, ante el Universitario del Cusco y para dar ánimos al club, Holguín completo una frase que se venía cantando durante el partido: "Upa, upa, upapá.. el Cienciano es el Papá". A partir de ese momento el grito quedó institucionalizado y se repetía incesantemente cada vez que Cienciano estaba dentro de una cancha de fútbol.

#### Diseño del escudo
No fue hasta el año 1938 en que el diseñador y publicista Santiago Guillén Covarrubias recibió el encargo de crear un símbolo para el Colegio Nacional de Ciencias y Artes, entregando tres meses después la doble "C" sobre un fondo azul marino. Escudo que en la actualidad perdura en el equipo.

#### Década de 1940 y primer partido con un equipo limeño

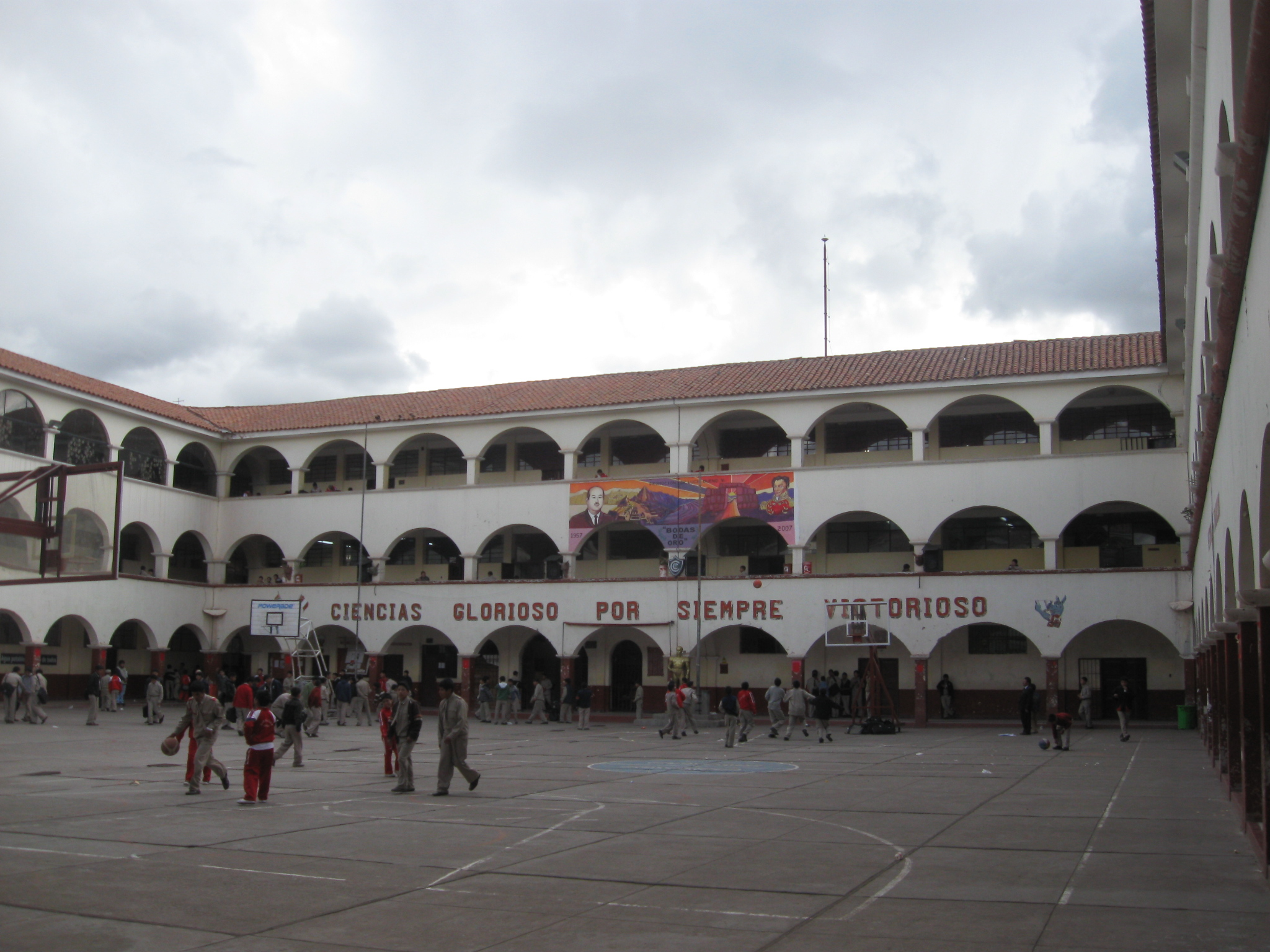
Colegio Nacional de Ciencias y Artes del Cusco.

Los jugadores más emblemáticos en dicha época fueron Luis "Chuto" Barra, Tomás Varela, Leoncio "Cholo" Paz, Teodulfo Paliza, Carlos Ñaccha Pérez (el mejor de su época), Jorge Chacón "Maquisapa" arquero, Juan "Chiflas" Aguilar y el "negro" Oswaldo Rubio. Cienciano logró nuevamente demostrar su dominio en la Liga Departamental del Cusco, consiguiendo así campeonar en 1944, 1945 y 1948. Obteniendo 14 títulos en la Liga y 3 Copas Municipales en sus vitrinas, un total de 17 títulos oficiales.
En 1947, Cienciano se enfrentó por primera vez con un equipo foráneo. Recibió la visita de Universitario de Deportes con su máxima estrella, Lolo Fernández.

#### Década de 1950 y origen del clásico cusqueño
El terremoto del año 1950 generó que parte del colegio Nacional de Ciencias y Artes se derrumbe, ocasionando que los estudiantes del colegio tengan que mudarse por dos años al colegio Inca Garcilaso de la Vega, de donde nace la rivalidad y a futuro el clásico cusqueño entre Cienciano y Deportivo Garcilaso. Cienciano logró imponerse como era costumbre en la Liga Departamental del Cusco, campeonando en 1952, 1954, 1955, 1956 y 1959, y así logrando 22 títulos oficiales en la era amateur.
La década de los cincuenta dio origen a la dinastía de los 5 hermanos Castañeda Grau: José, Nilo, Walter, Miguel y Humberto. Quienes jugaron desde 1952 hasta 1973, de los cuales José jugó desde 1952 hasta 1968, Walter de 1960 a 1965, Nilo entre 1960 hasta 1972 (un año antes que Cienciano ascienda a la profesional); y Miguel y Humberto de 1965 hasta 1973.
De los cinco, uno se diferenció del resto, se trata de Nilo Castañeda Grau, uno de los más grandes ídolos del Cienciano en su era amateur y quien era conocido como un jugador rápido y hábil. Sus apodos eran "La Bailarina", "La Tromba Roja", "El Divino Calvo" o el "Ariete cusqueño"; era un goleador y jugador habilidoso que se ganó una fama que traspasó fronteras, dejando de lado las ofertas, inclusive del mismo Cienciano para jugar en la profesional por seguir sus estudios de abogado, por lo que vistió la camiseta roja hasta 1972.
En 1958 Cienciano jugó por última vez en el Estadio Universitario, mudándose así a un nuevo estadio. Al estadio Garcilaso de la Vega, lugar que en la actualidad es la sede para todos los eventos deportivos del elenco rojo y el cual ha marcado una pauta para una gran serie de encuentros importantes a lo largo de la larga historia del equipo incaico.

#### Décadas de 1960 y 70: partidos contra las selecciones de Paraguay y Argentina
Cienciano ya gozaba de grandes jugadores, como los hermanos Castañeda: José, Walter y Nilo que jugaron en dicha época, por lo que como era costumbre, mostraban su habilidad y dominio del elenco rojo en la Liga Departamental, obteniendo 6 títulos en 1961, 1962, 1964, 1965, 1966, 1967.
Así el elenco rojo ya iba marcando la pauta y se iba preparando para las ligas mayores, por lo que en dicha década resaltaron grandes jugadores como los hermanos Castañeda mencionados anteriormente, Virrueta, Cuentas, Sócrates Silva, Lucho Centeno, Juan Arroyo, "Cheché" Vásquez, Olmer "cogollo" Zapata, "Wachi" Washinton Miranda, "Papu" Zúñiga, "Fato" Cornejo, "Chino" Luis Morales (era titular en Universitario, cuando Oblitas era suplente como puntero izquierdo), Enrique Araoz, “Kjuro” Delgado (perteneciente a la antigua familia Vargas del barrio Santa Ana en Cusco), Juvenal Anaya. Cienciano obtuvo hasta dicha época 28 títulos oficiales en la era amateur.
En 1973, la Argentina tenía como entrenador a Enrique Omar Sívori y una de las prioridades era clasificarse a la Copa Mundial de Alemania 1974. Sívori sabía que no se toleraría otro fracaso como el acontecido 4 años antes, cuando los gauchos quedaron afuera del Mundial de México, eliminada por Perú. esta vez Perú no estaba en el grupo, pero sí Paraguay y Bolivia.
La AFA se entera de que la selección de Paraguay había pactado partidos amistosos en la ciudad del Cusco (3.400 m s. n. m.) con el equipo de Cienciano del Cusco que tenía como entrenador al Argentino Jorge Vichera, por lo que contactan con este y los dirigentes de Cienciano y acuerdan un partido amistoso, para el cual envían un directivo de la AFA y Miguel Ignomiriello, para acordar los pormenores que se les proponía, como son lugar de hospedaje, entrenamientos, etc. Es así que a los quince días llegan a la ciudad imperial un grupo de jugadores que años después llegaron a ser campeones del mundo en 1978, quedándose 21 días y esta selección lo conformaban Ubaldo Matildo Fillol, Mario Kempes, Daniel Valencia[cita requerida], Roberto Mouso, Troncoso, Rubén Glaria, Aldo Poy, Marcelo Trobbiani, Rubén Galván, Cortés, Oscar Fornari, Ricardo Bochini. Para los cusqueños y Ciencianos fue un privilegio, que el Cienciano trabajara en los entrenamientos con los gauchos, y se realizara un partido amistoso en el Estadio Garcilaso en el que vencieron los argentinos por 1-0 con gol de cabeza de Mario Kempes. En esa ocasión Cienciano lo conformaban Dante Fébres, Herbert Yépez, Edmundo Gamarra, Juan Tardío, Javier Buendía, Ovidio Larramendia, Arturo Olazabal, Oscar Alberto Zegarra Sáenz, Teodoro Alfaro, Lucho Cuba, Pablo Muchotrigo.
Días después arribó a Cusco la selección paraguaya, que también jugó un partido amistoso con el Cienciano que fue ganado por los cusqueños por 2-1, lo que le cayó muy mal a la selección guaraní. No obstante, el proceso de aclimatación de argentinos y paraguayos en Cusco sería altamente beneficioso para ellos en vista que ambos vencieron a Bolivia en La Paz (2-1 los paraguayos y 1-0 los argentinos).

### La tragedia de club
Salvados de morir por asfixia en el viaje de 1977 cuando Cienciano viajaba a Moquegua para afrontar un partido por la Copa Perú como equipo recién descendido, cinco jugadores salvaron de morir milagrosamente, sucede que el cuadro rojo se trasladó en tres colectivos donde viajaban 19 jugadores, el DT y el masajista utilero médico Fernando Anto Agurto. Antes de la localidad de Combapata, camino a Sicuani uno de los vehículos sufrió la rotura del tubo de escape, como el trayecto era demasiado frío y por la hora todos dormían a excepción del chofer, el monóxido empezó a intoxicar al “Cheche Vásquez”, a Kuro Delgado, Carlos Ñaccha, al pollo Cervantes quienes gracias al kinesiólogo Anto, quien se percató que en plena ruta de la cantidad de humo que botaba el carro de adelante, decidió detener la marcha del mismo. Cuando se bajó vio que pocos reaccionaban y todos presentaban cuadros de intoxicación, llegaron a una posta médica y les dieron ayuda; se salvaron "de una buena", relató el utilero del club en los últimos 34 años.

### Torneos regionales
Los primeros partidos Cienciano los jugaba con Universitario (equipo de la Universidad San Antonio Abad del Cusco), Pachacutec y el Atlético Cusco, los que formaban la división de honor del Cusco. En una categoría inferior estaban el Esparta, Aurora, Volante, Huascar y otros; los partidos se disputaban en el estadio Universitario de la Av. de la Cultura y donde cada domingo era un verdadero día de fiesta para las familias cusqueñas, que con sus comidas y bebidas iban al campo de fútbol para ver los partidos de “primera” y “segunda” cómodamente sentados en las tribunas de tierra, pasto y debajo de los eucaliptos que hasta hoy rodean ese campo deportivo. Un caso anecdótico se dio el 21 de mayo de 1950 cuando muchas familias que acudieron a presenciar un partido de fútbol salvándose de morir al gran terremoto que azotó la ciudad. Ese escenario se utilizó hasta 1958, cuando se terminó la construcción del actual Garcilaso de la Vega.
Los jugadores más emblemáticos entre los 40 y 50 fueron Luis "Chuto" Barra, Tomás Varela, Leoncio "Cholo" Paz, Teodulfo Paliza, Carlos Ñaccha Pérez (el mejor de su época), Jorge Chacon "Maquisapa" arquero, Juan "Chiflas" Aguilar y el "negro" Oswaldo Rubio.
En 1959 Cienciano juega contra el Santos de Brasil siendo derrotado sin embargo se cobraría la revancha en 2003 eliminándolo de la sudamericana para luego ser campeón.
En los 60 y 70 destacaron los hermanos Castañeda, Pepe, Nilo, Walter, Miguel y Humberto, Virrueta, Cuentas, Sócrates Silva, Lucho Centeno, Juan Arroyo, "Cheché" Vásquez, Olmer "cogollo" Zapata, "Wachi" Washinton Miranda, "Papu" Zúñiga, "Fato" Cornejo, "Chino" Luis Morales (era titular en Universitario, cuando Oblitas era suplente como puntero izquierdo), Enrique Araoz, “Kjuro” Delgado, Juvenal Anaya.
En los 80 Arturo Olazabal, Lucho Cuba, Joselo Valenza, Joselo Carrion, Huambo, Héctor Berrios, Buendía, López, Bustamante, Espinoza, Paredes, Sosa, Carrion, Guerrero, Teodoro Alfaro, Ovidio, Larramendi, Bringas, Riega.
Durante la década de los 60 a los 80 estos jugadores y otros hicieron grande el fútbol y a la institución y sobre todo al fútbol Cusqueño, estos jugadores formaron parte de uno de los mejores planteles de Cienciano.

### Liga Peruana de Fútbol (1973)
El equipo de Cienciano fue manejado por los profesores del colegio alma mater de Cienciano hasta mediados de la década del sesenta, cuando tras crearse la Copa Perú ingreso el fútbol en una mayor competitividad. Y en 1973, cuando Cienciano deja atrás la Liga del Cusco y la Copa Perú para participar por primera vez en el Descentralizado, se comprende que las autoridades ya no deben depender del Colegio por la atención que requiere un equipo de fútbol competitivo, por eso Waldo Callo otro de los precursores de Cienciano se aleja de la presidencia para dar paso a empresarios dispuestos a invertir y apoyar al equipo.
En 1973 inició sus participaciones en la Liga Peruana de Fútbol, En ese mismo año jugó partidos de preparación contra selecciones que buscaban aclimatarse en el Cusco para jugar un partido contra la selección de fútbol de Bolivia estas selecciones eran la selección de fútbol de Argentina y la selección de fútbol de Paraguay los resultados del Cienciano no fueron malos pues ganaron a la selección de fútbol de Paraguay por 2 a 1 y perdieron con la selección de fútbol de Argentina por 1 a 0 con gol de Mario Alberto Kempes esto sirvió a ambas selecciones porque terminaron ganando las 2 selecciones a la boliviana.
En esos años empezó las rivalidades con equipos como el Melgar se enfrentó también con el Universitario, Alianza lima Sporting Cristal con los que tendría grandes rivalidades hasta ahora y otros equipos como Deportivo Municipal, Atlético Chalaco y el Sport Boys.
Sin embargo en 1977 tras perder la categoría en Chincha, frente a Municipal nadie quiso asumir al Cienciano, entonces los profesores del Colegio vuelven a asumir el reto y nombran nuevamente a Waldo Callo como presidente e inician el reto de devolverlo a la profesional.
Se mantuvo en primera hasta que descendió 1977. Regresó a la división de honor en 1984 al ser invitado por la Federación Peruana de Fútbol para participar en el Torneo Regional Sur de ese año. Desde entonces siempre fue un equipo animador del campeonato, estableciéndose como el mejor equipo del interior del país en varios campeonatos, y como un grande más del fútbol peruano salvo en 1994 y 2010, cuando estuvo a punto de perder la categoría.

### Décadas de los 2000 y los 2010

#### El centenario (2001)

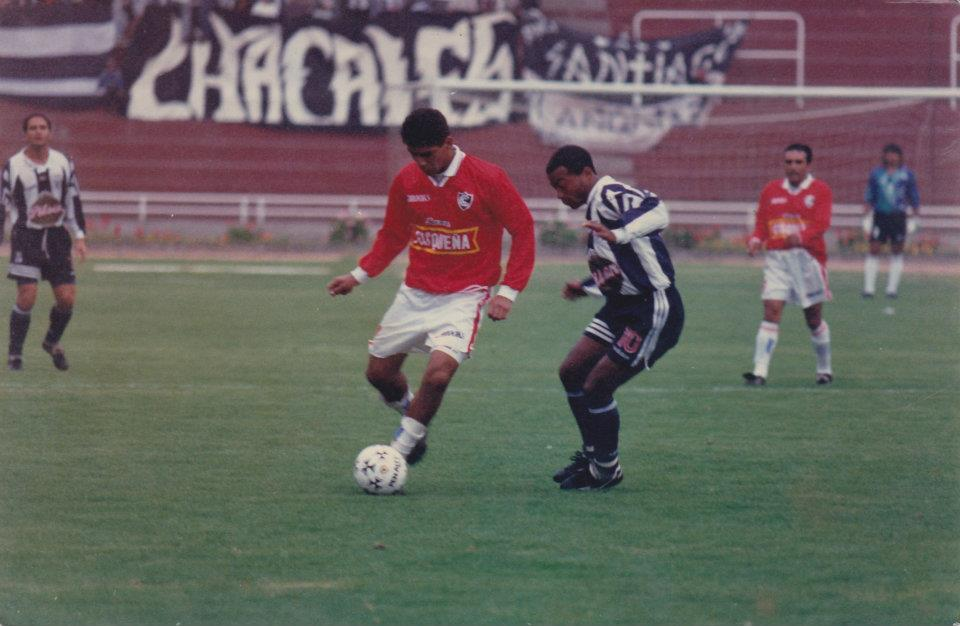
Cienciano Vs Alianza Lima.

Cienciano cumplía 100 años en 2001, y el club imperial quería hacer historia, como primer paso la directiva presidente Juvenal Silva encargó un diseño especial de la camiseta del centenario, con íconos de la cultura inca y el número 100 resaltado. Para el Clausura el entrenador Carlos Daniel Jurado formó su equipo con los porteros Mauriño Mendoza, Riofrío, Roberto Martínez, Cristian García, Carlos Maldonado, Frank Palomino, Gilberto Flores, Molina, Candía, Cumapa, Villanueva, Ortega, Gabriel Rodríguez, Carrasco, Prado, Martínez, Ramón Rodríguez, Roggeiro.
La escuadra sin embargo mostró el poderío requerido para pelear el título soñado y compartió el tercer lugar de la tabla con Melgar de Arequipa, aunque es justo reconocerlo el equipo rojo alcanzó algunos buenos resultados como el 6-0 al Sport Boys, y otros triunfos contundentes 4-1 al Estudiantes de Medicina, aunque fuera de casa perdía poderío. Juvenal Silva y su directiva evaluaba la campaña de Carlos Daniel Jurado, revisaron cuales eran los puntos que debía reforzar para ser verdaderos protagonistas y no conformarse con aquello de ser el mejor provinciano. Por eso debían de reforzar el equipo, fue cuando llegó Frank Palomino ídolo del Cusco que tras su experiencia en el fútbol asiático volvió a ponerse la camiseta del equipo de sus amores y también volvió el mexicano Óscar Olvera, el uruguayo Ernesto Zapata, dejando el plantel Villanueva y Martínez Troncoso.
En el mes de diciembre de 2001, en el estadio de la UNSA (Arequipa) el réferi Ángel Ziani árbitro FIFA. daba por concluido el partido con el triunfo de Cienciano, contra otro equipo provinciano Estudiantes de Medicina de Ica dirigido por Franco Navarro, el pueblo Cusqueño, la hinchada del cuadro rojo desbordó por las principales avenidas y plazas de la ciudad inca en caravanas de color rojo saboreando el título obtenido por Cienciano en su centenario.
El equipo imperial estaba formado por jugadores que ya se conocían desde varios años atrás, formaban en el Estadio Garcilaso una férrea defensa difícil de romper, con Mauriño Mendoza en el arco, Martín García, Chango Maldonado, Gilberto Flores, en el medio campo formaban jugadores de gran poder, recuperación y ataque, Óscar Olvera (mexicano), Cumapa, Miguel Ortega, Jean Garrafa, la dupla uruguaya Martínez y Zapata, equipo dirigido por el llamado cariñosamente (el Viejo) Carlos Daniel Jurado.
Cienciano fue el justo ganador de ese vibrante compromiso ante un digno rival, tomo la iniciativa desde el pitazo inicial de juego, llegando con claridad sobre la portería de Juan «Chiquito» Flores el único gol lo convirtió el «Coló» Zapata a los 18 minutos del primer tiempo con un gol impecable de cabeza, las pocas ocasiones de gol generadas por Estudiantes de Medicina fueron ahogados por el portero cusqueño.
Cienciano luego de convertir el gol mostró una disciplina táctica impecable que le corto toda posibilidad de juego al cuadro rival, Estudiantes de Medicina presa del pánico y ansiedad por alcanzar la paridad intento llegar mediante disparos aéreos, sin éxito alguno.
En la víspera del partido definitorio la totalidad del plantel imperial en la iglesia de la Catedral del Cusco imploraron al todopoderoso y al Señor de Huanca vistiéndolo con la camiseta roja a fin de que los ilumine en su camino y obtener el ansiado título en su centenario y regalarle una alegría al pueblo cusqueño y a su a hinchada leal que nunca lo abandona.
Cienciano alcanzó la gloria, la felicidad para el pueblo cusqueño que tuvo que esperar largas décadas para saborear de nuevo un título tan ansiado. Un merecido título para una institución que planificó las cosas bien, bajo la batuta de Juvenal Silva, formando un equipo competitivo bien ensamblado en todas sus líneas, imbatibles en el Estadio Inca Garcilaso de la Vega mostrando un fútbol homogéneo, práctico y contundente, dejando en camino a los mal llamados equipos grandes en ese entonces.

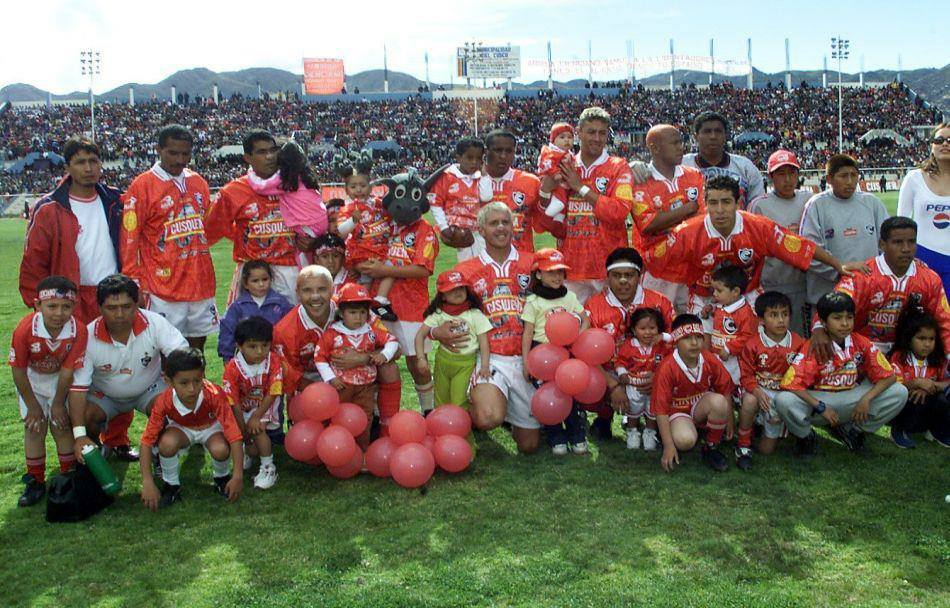
Plantilla equipo de Cienciano año 2001.

En 2001, año de su centenario, obtuvo su primer título profesional al ganar el Torneo Clausura de ese año en una definición frente al Estudiantes de Medicina con gol del uruguayo Ernesto Zapata. Posteriormente perdió el título nacional frente a Alianza Lima, campeón del Torneo Apertura y que también festejaba su centenario ese año. El marcador global al término del segundo partido fue de 3-3 (3-2 a favor de Alianza en Lima y 1-0 a favor de Cienciano en Cusco), por lo que fueron a definición por penales, la misma que le fue adversa al cuadro Cusqueño.
Pese a ello Cienciano fue el que más puntos hizo de local ganando absolutamente todos sus partidos de local sin empatar ni perder y teniendo como figuras a "El Loco Zapata", Martín García, "El Chato Olvera", Ramón Rodríguez entre otros.

#### Copa Libertadores 2002
En 2002 Cienciano pasa la Copa Libertadores 2002 en un complicado grupo con Grêmio de Brasil, 12 de octubre de Paraguay, Oriente Petrolero de Bolivia consiguiendo así Cienciano ganar todos los partidos de local y pasando a la siguiente ronda de la Copa Libertadores y siendo eliminado por el América de México a pesar de esto fue una gran campaña, pero logra la clasificación para la Copa Sudamericana 2003.

#### Campeón de la Copa Sudamericana 2003
En el año 2003 se convirtió en el primer club peruano, y único hasta el momento, en lograr títulos internacionales. Ese año, bajo la conducción técnica de Freddy Ternero, ganó la Copa Sudamericana jugando primero con Alianza Lima al cual se le ganó 1-0 de local y 1-0 de visita. Después se jugó con Universidad Católica de Chile al cual se le goleó 4 a 0 en Cusco y luego perdieron 3 a 1 en Santiago. Así, Cienciano pasaba a la siguiente fase. Le tocaría el Santos de Robinho. Cienciano lograría un empate 1-1 gracias a un autogol de Alex y ganando en Cusco 2-1 con goles de Germán Carty. Cienciano con esto ya hacia una hazaña y clasificaba a la semifinal para jugar con Atlético Nacional ganando ambos partidos, primero sorprendiendo en Medellín 2 a 1 con goles de Carty y Maldonado y en Cusco 1 a 0, Cienciano con esto clasificaba a la final de la Sudamericana.
El 10 de diciembre se jugaría la primera final contra un rival histórico como el River Plate de Argentina, se jugó el partido ida en Buenos Aires en el Estadio Monumental Antonio Vespucio Liberti, Cienciano demostró un gran nivel de juego logrando un empate por 3 a 3, con 2 goles de Portilla y uno de Carty ante 53.296 espectadores.
En el partido de vuelta el 19 de diciembre no se jugó en el Cusco por dos razones: 1.º porque el Estadio Inca Garcilaso de la Vega se estaba remodelando para ser sede de la Copa América 2004 y 2.º porque que no contaba con la capacidad para una final, se cambió de sede al Monumental de la UNSA de Arequipa. A pesar de quedarse con 9 jugadores Cienciano logró un agónico triunfo ante River Plate con gol de Carlos Lugo de tiro libre desatando la alegría peruana. Este gol fue marcado en el minuto 78 del partido logrando así su primer campeonato internacional. El goleador del certamen fue Germán Carty, delantero de Cienciano con 6 goles.
Esto además le valió a Cienciano para ser declarado como el mejor equipo del mes del mundo en el mes de diciembre.
Plantilla campeona de Cienciano: Óscar Ibáñez, Santiago Acasiete, Martín García, Carlos Maldonado, Carlos Lugo, César Ccahuantico, Abel Lobatón, Juan Carlos Bazalar, Germán Carty, Paolo Maldonado, Ramón Rodríguez, Maurinho Mendoza, Giuliano Portilla, Juan Carlos La Rosa, Alessandro Morán, Julio García, Miguel Llanos, Carlos Ibarra, Rodrigo Saraz, Carlos Lobatón, Elexander Araujo, Roberto Holsen, Carlos García, Néstor Candia, Jean Garrafa.

#### Campeón de la Recopa Sudamericana 2004
La Recopa Sudamericana 2004 se jugó a un solo partido en el Lockhart Stadium de Miami, Estados Unidos, entre el club argentino Boca Juniors -que venía de ser campeón del mundo- y el Cienciano peruano. Tras el final del tiempo reglamentario, estando empatado el marcador, se recurrió a los penales, donde el equipo de Cusco logró imponerse.
En este partido Carlos Tévez pondría el primero para Boca que era más en el primer tiempo para el segundo tiempo Cienciano se logra recuperar teniendo ocasiones de gol para empatar, pero no podía meter gol hasta que en la última jugada del partido Rodrigo Saraz lograría peinar el balón venciendo así a la valla de Roberto Abbondanzieri. El gol fue metido al minuto 89 del partido después se tuvo que ir a los penales donde Cienciano nuevamente hizo historia derrotando a Boca por 4 a 2 debido a que Óscar Ibáñez atajó los penales a Carlos Tévez y a Fabián Vargas, ganando así Cienciano otro campeonato internacional siendo la figura del partido el guardameta Óscar Ibáñez. Fue considerado el mejor equipo del mundo en noviembre del mismo año.
Plantilla campeona de Cienciano: Óscar Ibáñez, Santiago Acasiete, Martín García, Manuel Arboleda, Edwar Torrealva, Orestes Santander, Miguel Mostto, Juan Carlos Bazalar, Germán Carty, Daniel Gamarra, Sergio Ibarra, Jesús Cisneros, Giuliano Portilla, Juan Carlos La Rosa, Alessandro Morán, Juan Péndola, Miguel Llanos, César Balbín, Rodrigo Saraz, Carlos Lobatón, Elexander Araujo, Corsino Gómez, Carlos García, Néstor Candia, Paolo de La Haza.

#### Año 2004
En el año 2004 quedó en el segundo lugar en el Torneo Apertura, a solo cuatro puntos del campeón Alianza Lima; sin embargo, Cienciano fue el equipo que más puntos sumó en un año en la historia de la primera división del fútbol peruano. Cienciano sumó ese año en la tabla acumulada 101 puntos. Pese a ello, Cienciano no logra ganar el título nacional ese año ya que Sporting Cristal gana el Torneo Clausura y así juega la final nacional contra Alianza Lima.
En este mismo año, Cienciano disputó un partido amistoso con la selección de fútbol de Guatemala donde el Cienciano ganó cómodamente 3 a 0.En la Copa Sudamericana 2004 ocurre un hecho muy curioso, el 24 de agosto de 2004, cuando el árbitro Jorge Hoyos detuvo el cotejo entre Carabobo Fútbol Club y el Cienciano, ya que los uniformes de ambos equipos se asemejaban. Luego de varias discusiones, el club peruano alegó que no había llevado consigo otros atuendos y los granates, señalaron que no iban a cambiar de vestuario por ser locales. Al final, el partido se repuso y los venezolanos fueron derrotados en el Polideportivo Misael Delgado ganando Cienciano 2 a 1, en el partido local Cienciano logra una aplastante victoria a Carabobo Fútbol Club 6 a 1 demostrando así ser uno de los clubes más eficientes del mundo después se enfrentaría con Liga Deportiva Universitaria de Quito con el cual sería eliminado, pero después lograría la recopa sudamericana.
Sería campeón de la copa interandina ganando al Once Caldas S.A. quien se había proclamado campeón de la Copa Libertadores 2004, esta copa se disputó entre el campeón de la recopa y el campeón de la Libertadores el partido terminó 2 a 0 con goles de Miguel Mostto y Juan Carlos Bazalar.

#### Año 2005
El 9 de febrero, en el partido ante las Chivas de Guadalajara por la Copa Libertadores 2005, se inauguró en el Estadio Inca Garcilaso de la Vega el ala derecha del mismo. Cienciano perdió los dos partidos en la primera fase, el partido de local por goleada (1-5) lo que causó el despido del entrenador de ese entonces, el ecuatoriano Carlos Sevilla Dalgo; y la contratación del uruguayo Carlos Jurado quien repitió lo sucedido en 2001 ganando absolutamente todos sus partidos de local; sin embargo, el torneo Clausura no fue tan bueno terminando quinto en el Clausura, pero aun así lograron clasificarse al play-off contra Sporting Cristal.
El 27 de julio de 2005 obtuvo el título del Torneo Apertura ganando en la penúltima fecha al Unión Huaral por el marcador de 1-0 con gol anotado por Miguel Mostto, con 51 puntos en el Apertura obtuvo su segundo título en la primera división del fútbol profesional peruano.
Ese mismo año Cienciano con sus figuras que se mantenían quienes habían sido campeones tanto como la Sudamericana 2003 y la Recopa Sudamericana 2004 como Óscar Ibáñez, Alessandro Morán, Carlos Lugo, Juan Carlos Bazalar, Julio García, Miguel Mostto, Sergio Ibarra, César Ccahuantico, Ramón Rodríguez, Giuliano Portilla entre otros. Cienciano no pudo ganar la final ante 35 000 espectadores, perdió con un gol hecho por Carlos Zegarra en el minuto 45 del primer tiempo.
Cabe destacar que los goleadores de ese campeonato fueron los 2 delanteros de Cienciano: Miguel Mostto (el máximo goleador con 18 goles) y Sergio Ibarra (17 goles); acumulando entre este dúo unos 35 goles.

#### Cienciano entre 2006 y 2008
El miércoles 21 de diciembre de 2006, Cienciano se proclamó campeón del Torneo Clausura al derrotar 2-1 a Universitario en el Estadio Mansiche de Trujillo. Ello le dio el derecho a definir nuevamente un Título Nacional frente a Alianza Lima, campeón del Torneo Apertura. El partido de ida, jugado en el Garcilaso de la Vega, lo ganó Cienciano 1-0. Sin embargo, el partido de vuelta jugado en Matute lo perdió 3-1, quedándose con el subtítulo por diferencia de goles. Miguel Mostto fue nuevamente el goleador del Descentralizado 2006 con 22 goles.
En el año 2007 quedó en el 2.º lugar en el Torneo Apertura, obteniendo el mejor puntaje en el acumulado del año 2007 en la primera división del fútbol profesional peruano; en aquel año goleó 3-0 al Boca Juniors de Argentina en el Cusco por la Copa Libertadores que a la postre fue el campeón de la Copa Libertadores de América de 2007.
En el año 2008, el cuadro cusqueño finalizó en el cuarto lugar del Torneo Apertura y en el quinto lugar del Torneo Clausura, motivo por el cual no clasificó a la Copa Libertadores 2009 luego de tener cinco participaciones consecutivas en dicho torneo (desde 2004).
Crisis dirigencial y descenso
En 2009 decayó su rendimiento, terminando a mitad de tabla del Descentralizado 2009 y sin posibilidad de participar en algún torneo internacional.
En 2010 afrontó una grave crisis económica que casi lo lleva a perder la categoría, dado que a falta de pocas fechas para culminar el Campeonato Descentralizado 2010 se encontraba en zona de descenso. En la última fecha del campeonato, Cienciano se enfrentó a Alianza Atlético en Cusco, frente a más de 35 000 espectadores, partido que ganó por 2-1 y con el cual salvó la categoría.
En 2011 comenzó con una grata sorpresa para sus hinchas, siendo líder del torneo durante las primeras fechas a pesar de contar con un reducido presupuesto y con prácticamente los mismos jugadores del año anterior a excepción de la contratación de jóvenes valores caso de Juan Araujo y el ascenso al primer equipo de Diego Virrueta y Luis Romero. Sin embargo, en la segunda rueda del campeonato hubo una pelea interna entre el técnico Marcelo Trobbiani y Julio García, por lo que Trobbiani dejó el club y se nombró como nuevo entrenador a Carlos Daniel Jurado. En aquella segunda rueda, Cienciano solo obtuvo doce puntos, por lo que finalizó en el octavo lugar del campeonato, sin chance a poder estar en un torneo internacional en 2012.
En 2015 el equipo cumplió una pésima campaña teniendo hasta tres entrenadores en los tres torneos, lo que causó que el cuadro imperial pierda la categoría sumido en una crisis económica. Sin embargo según un informe en la página http://www.cienciano.com/ a través de su cuenta de Facebook, el administrador Sergio Ludeña Visalot, informó que logró recuperar los 16 puntos que fueron retirados por la Comisión de Justicia de la Asociación Deportiva de Fútbol Profesional; mediante la resolución N° 004-CJ-FPF-2016, de fecha 28 de enero de 2016, finalmente no procedió tal resolución y se reafirmó su descenso de la Primera División. En 2015 sería un pésimo año para Cienciano, ya que además de haber descendido a la Segunda División, su eterno rival (Melgar) se consagraría campeón nacional en el año de su centenario.

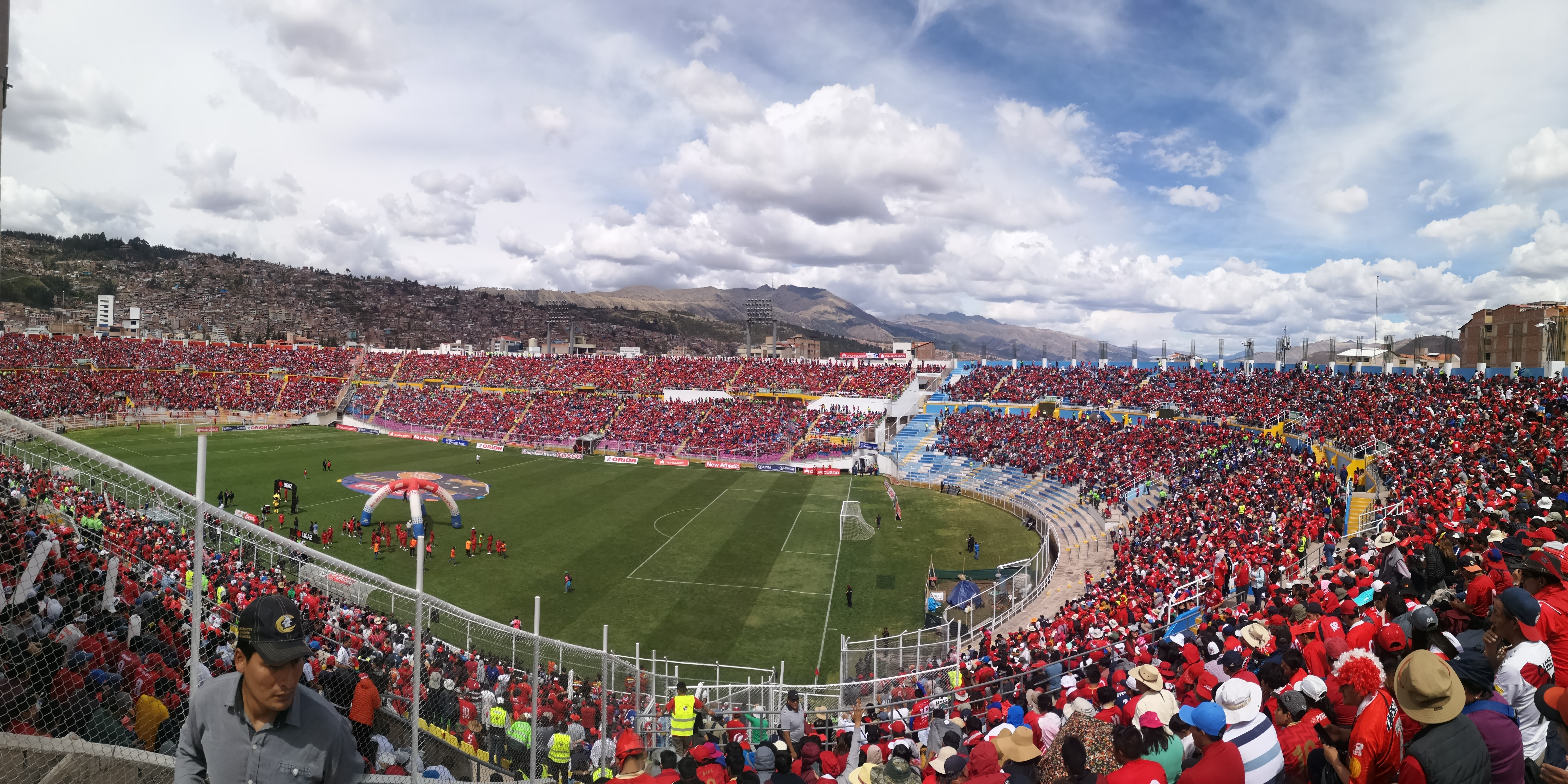
Vista del estadio Garcilaso en el partido frente a Santos F.C., donde Cienciano regresó a Primera División.

#### Estancia en la Segunda División
Luego de haber descendido, en la Segunda División 2016, Cienciano terminaría en el 3.er lugar, peleando hasta la última fecha por el ascenso a Primera División. El siguiente año quedó en 4.to lugar, aunque luego la ADFP-2D le descontó 4 puntos por atrasos que lo ubicó en 6.º lugar. Estuvo a punto de ascender en 2018, pero perdió el último partido y no logró el ascenso.

#### Ascenso a Primera División
En 2019, Cienciano del Cusco campeonó la Liga 2 logrando ascender a la Primera División tras vencer 4-2 a Santos, quedando primero con 44 puntos en el torneo.
Primera división (2020-actualidad)
En la temporada 2020 Cienciano acabó en el 9 lugar, con 2 goles de diferencia Cienciano no pudo clasificar a la Copa Sudamericana 2021 ante su clásico rival Melgar.  Mientras en la temporada 2021 el equipo cuzqueño dirigido por Ameli tuvo una gran actuación quedando 6 lugar y clasificándose a la sudamericana 2022 con 39 puntos.
En la temporada 2022 Cienciano perdió en la fase 1 ante Melgar por 1-2, mientras en la liga volvió a clasificar a la sudamericana 2023. En la temporada 2023, en el Apertura temino con 24 puntos en el puesto 11 y en el sudamericana 2023 perdió ante Universitario en la fase preliminar por 2-0. Mientras en el Clausura  terminó noveno con 24 puntos  pero en acumulado no logró clasificar a la copa sudamericana 2024, por 3 puntos.
En la Liga 1 2024  Cienciano tuvo una gran actuación en el Apertura con Oscar Ibañez teniendo solo 3 derrotas,  pero en el comienzo del Clausura en su primer partido lo ganó con doblete de Garces por 2-1 ante Comerciantes unidos, pero luego cayeron de local 0-1 ante ADT y por 5-1 en Lima ante Sporting Cristal.
Luego de la salida de Ibañez llegó Cristian Diaz
El equipo del papá logró estar en el 8 lugar con 26 puntos. Y en el acumulado terminó sexto con 52 puntos, clasificándose por sexta vez en su historia a la copa sudamericana 2025.

## Junta Empresarial - Junta Directiva
- Actualizado a diciembre del 2022.

- Integrantes Junta Empresarial - Junta Directiva:
  - Sergio Ludeña Visalot (Administrador)
  - Edy Cuellar Margholt (Presidente Junta Empresarial)
  - Silvio Vila
  - William Paño Chinchazo
  - Guido Gallegos
- Gerente Deportivo
  - Zoe Ganoza

## Símbolos

### Himno
El himno de Cienciano es poco conocido y difundido, al ser el mismo de su alma mater; es decir, el Colegio Nacional de Ciencias. Cuya letra pertenece a Edmundo Delgado Vivanco y la música a Constantino Freyre.
Se escucha menos que la famosa arenga "Upa, upa, upapá".

Upa Upa Upapá, El Cienciano es el Papá... ♪♫
Himno Arenga del Cienciano

Por El Cienciano ¡Hey! ¡Ra!, ¡Hey! ¡Ra!, ¡Hey! ¡Ra!

Adelante, adelante Equipo del Cienciano,

Adelante, adelante Equipo del Cienciano.

Tus Colores Rojo y Blanco, Flamean por la Victoria,

Tus Colores Rojo y Blanco, Flamean por la Victoria.

Ayayayay, Flamean por la Victoria,

Ayayayay, Flamean por la Victoria.

Tu Defensa es Formidable, Tu Media Línea Excelente,

Tu Defensa es Formidable, Tu Media Línea Excelente.

Y tus Cuatro Delanteros, Orgullo de Nuestro Cusco,

Y tus Cuatro Delanteros, Orgullo de Nuestro Cusco.

Ayayayay, Orgullo de Nuestro Cusco,

Ayayayay, Orgullo de Nuestro Cusco.

El Amor de un Cienciano, es Puro como la Nieve,

El Amor de un Cienciano, es Puro como la Nieve.

Pero Cuando lo Traicionan, se Venga Hasta la Muerte,

Pero Cuando lo Traicionan, se Venga Hasta la Muerte.

¡Por el Cienciano!

Ñachu Mamayki Yachaña, Chachaschay,

Lo que el Cienciano ha Jugado, Chachaschay.

Ñachu Mamayki Yachaña, Chachaschay,

Lo que el Cienciano ha Jugado, Chachaschay.

Yachachu Yachachu, Chachaschay

Lo que el Cienciano ha Ganado, Chachaschay,

Yachachu Yachachu, Chachaschay

Lo que el Cienciano ha Ganado, Chachaschay.

¡Upa Upa Upapá, El Cienciano es el Papá!

¡Donde vayas, donde estés, El Cienciano es el Papá!

¡Upa Upa Upapá, El Cienciano es el Papá!

¡Donde vayas, donde estés, El Cienciano es el Papá!

Una Canción Icónica del Club Cienciano, Interpretada por Integrantes de la Barra Furia Roja.

Upa Upa Upapá, Cienciano Furia Roja... ♪♫
Canción Icónica del Cienciano

Uh Uh Upapá, Upa Upa Upapá

El Cienciano es el Papá.

Salen Todos los Cienciano, Todos Salen a Ganar,

Salen Todos los Cienciano, Todos Salen a Ganar.

Con La Fe y Emoción, El Cienciano es El Campeón,

Con La Fe y Emoción, El Cienciano es El Campeón.

Somos de la Furia Roja, que Venimos a Alentar,

Somos de la Furia Roja, que Venimos a Alentar.

Con La Fe y Emoción, El Cienciano es El Campeón,

Con La Fe y Emoción, El Cienciano es El Campeón.

(1)

Somos Somos Los Mejores, Todos Somos Cusqueños,

Somos Somos Los Mejores, Todos Somos del Perú.

Ganando y Goleando, Junto al Grupo Samaray,

Ganando y Goleando, Junto al Grupo Samaray.

REPETIR (1)

Uh Uh Upapá, Upa Upa Upapá

El Cienciano es el Papá.  (3 Veces)

Otra Canción Icónica del Club Cienciano, Interpretada por El Grupo DO-RE-MI, Edy Cuellar.

Upa que upa upa, Upa Upapá... ♪♫
Canción Icónica del Cienciano

Toditos Los Peruanos Con Emoción, Cantemos Orgullosos Esta Canción

Que se la Dedicamos de Corazón, A Nuestro Gran Cienciano con Tradición.

Upa que upa upa, Upa Upapá, El Cienciano del Cusco es El Papá

Copa Libertadores Participó, La Sudamericana se Consagró.

Upa que upa upa, Upa Upapá, El Cienciano Carajo es El Papá

Mañana donde Vaya o donde Esté, El Fútbol Provinciano Sí Triunfará.

Upa que upa upa, Upa Upapá, El Cienciano Hoy Juega por el Perú

Nuestra Roja Incaica, Brillando Está, En Los Campos de América Ra Ra Ra Rá...

Upa que upa upa, Upa Upapá, Los Chilenos Ya Fueron Ja ja ja já...

Empatamos con Santos en el Brasil, En Cusco lo Eliminamos La la la lá...

En Colombia Ganamos a Nacional, Al Ritmo de La Cumbia con un Café

En Cusco lo Despedimos con Un Buen Gol, Y Nos Clasificamos a la Final.

El River en Argentina fue El Rival, donde Bailamos Tango de Igual a Igual

Se Jugó Al Pie del Misti, La Gran Final, Ni Siendo ellos Catorce Pudieron Ganar.

Nunca Olvidaremos Jamás Jamás, Aquel Grito de Guerra que Allí Nació.

Sí Se Puede Cienciano por el Perú, Sí Se Puede Carajo Ser El Campeón.

Y Como Un Justo Premio, Llegó el Gol, Con Alegría, Llanto y Emoción.

¡Oh Cienciano! ¡Tú Eres El Gran Campeón!, ¡La Sudamericana es Del Perú...!.

### Escudo
No fue hasta el año 1938 en que el diseñador y publicista Santiago Guillén Covarrubias recibió el encargo de crear un símbolo para el Colegio Nacional de Ciencias y Artes, entregando tres meses después la doble "C" sobre un fondo azul marino. Escudo que en la actualidad perdura en el equipo y que goza adicionalmente de dos estrellas, por los dos títulos internacionales logrados el 2003 y 2004, respectivamente.
Cuenta la historia que dicho símbolo provocó bromas por parte de los alumnos del San Antonio Abad, por entonces colegio, quienes ironizaban diciendo "ahí se lee cocineros de Cosío" (haciendo alusión al director Gabriel Cosío, de aquellos años).
Desde que el club logró los 2 títulos internacionales, Cienciano lleva en su escudo dos estrellas doradas bordadas en su parte superior; como símbolo de la máxima gesta y hazañas de un club peruano.

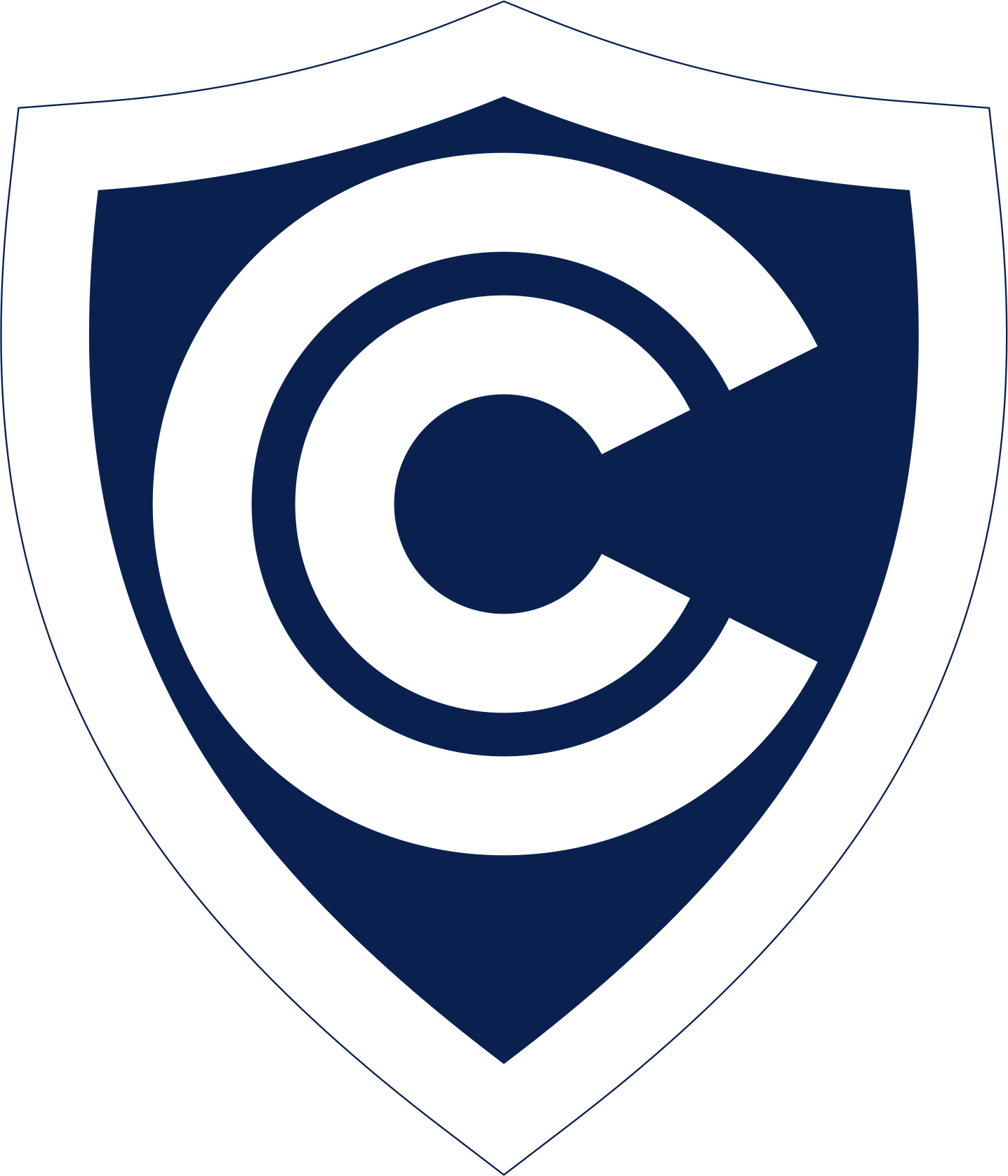
Escudo 1901-2003
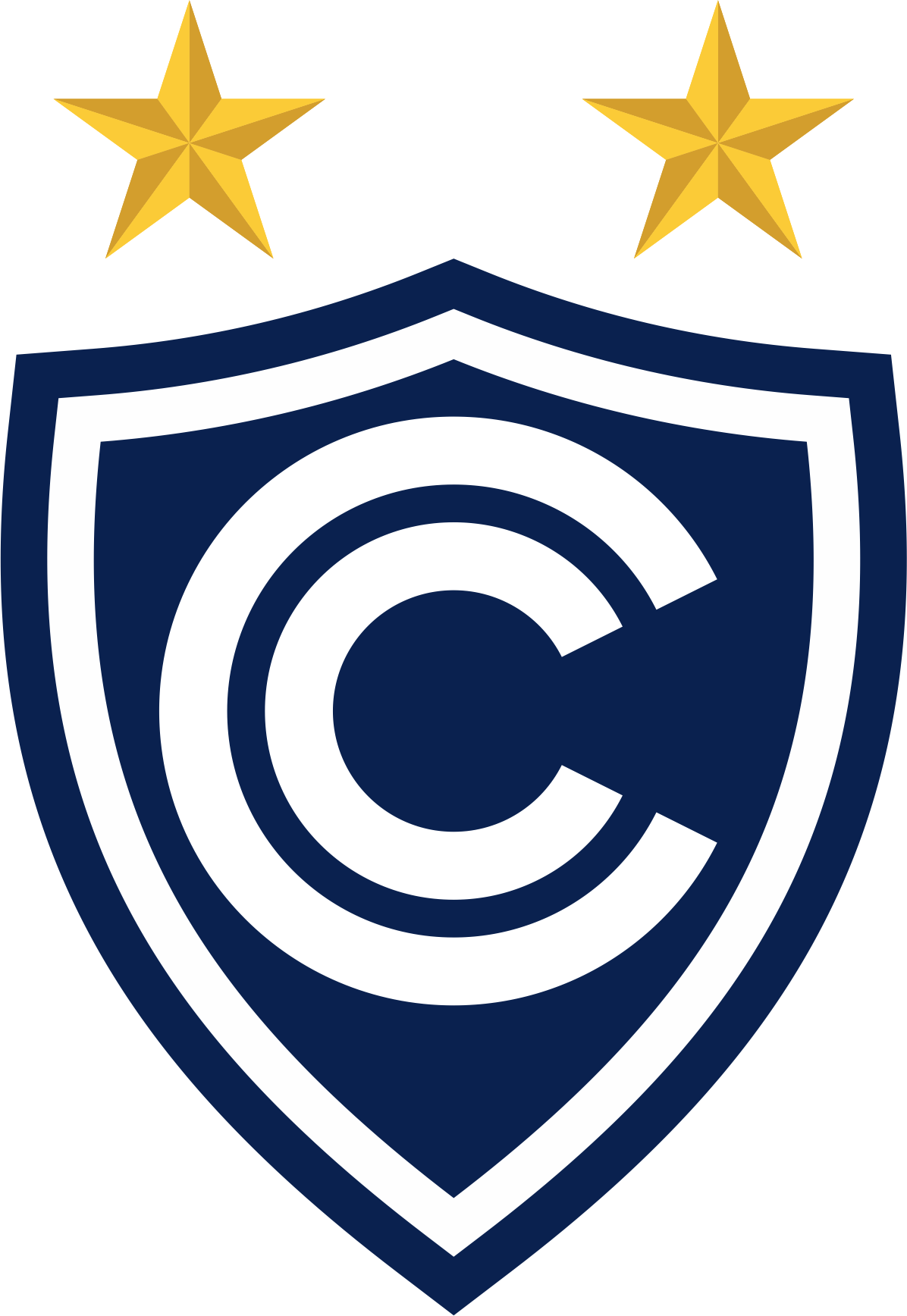
Escudo 2004-Presente

### Mascota
La historia de la mascota presenta diferentes versiones, no obstante, siendo un "burrito" lo único certero. Una versión cuenta que la mascota remonta a tiempos del patrono del colegio Nacional de Ciencias y Artes, Bernardo Tescellino, quien cabalgaba sobre un burro por diferentes calles y pueblos predicando el evangelio.
Otros dicen que en los primeros años de fundado el colegio, muchos alumnos se trasladaban sobre piajenos a clases, los cuales quedaban amarrados en las afueras del centro educativo.

## Indumentaria
- Uniforme titular: Camiseta roja, pantalón blanco, medias rojas.
- Uniforme alternativo: Camiseta azul marino, pantalón blanco, medias azul marino.

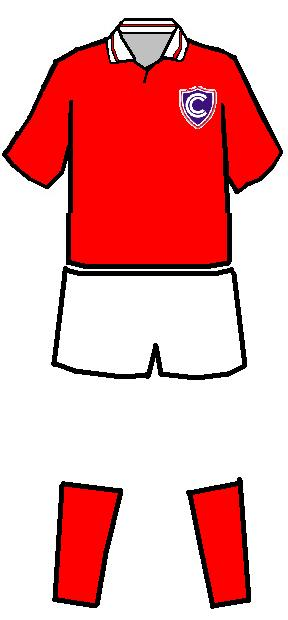
Diseño clásico del uniforme titular.

#### Uniforme titular
| 2003 | 2004 | 2008-2009 | 2010 | 2011 | 2012 | 2013 | 2014 | 2015 | 2016 |  |

| 2017 | 2018 | 2019 | 2020 | 2021 | 2022 | 2023 | 2024 | 2025 |

#### Uniforme alternativo
| 2008-2010 | 2011 | 2012 | 2013 | 2014 | 2015 | 2016 | 2017 | 2018 | 2019 |  |

| 2020 | 2021 | 2022 | 2023 | 2024 | 2025 |

#### Tercer uniforme
| 2020 | 2021 | 2022 | 2023 | 2024 | 2025 |

#### Uniformes especiales
| 2021 | 2023 | 2025 |

### Patrocinios
| Período     | Proveedor      | Logotipo |
| ----------- | -------------- | -------- |
| 1983 - 1985 | Adidas         |          |
| 1986 - 1991 | Textil Parana  |          |
| 1992        | Calvo          |          |
| 1993 - 1994 | Le Coq Sportif |          |
| 1995 - 1996 | Adidas         |          |
| 1997        | Brooks         |          |
| 1998 - 2002 | Aries          |          |
| 2003 - 2006 | Walon          |          |
| 2007        | Convert        |          |
| 2007        | Marathon       |          |
| 2008 - 2009 | Lotto          |          |
| 2010        | Walon          |          |
| 2011        | Multimax       |          |
| 2012 - 2013 | Walon          |          |
| 2014 - 2015 | Lotto          |          |
| 2016        | Walon          |          |
| 2017        | Verco          |          |
| 2018        | Aries          |          |
| 2019 - 2024 | New Athletic   |          |
| 2025 - 2026 | Umbro          |          |

| Período         | Auspiciador          | Logotipo |
| --------------- | -------------------- | -------- |
| 1981 - 1982     | Sups                 |          |
| 1983 - 1985     | Nova Schin           |          |
| 1986            | Pioneer              |          |
| 1987            | Esmeralda Muebles    |          |
| 1988            | Andinas              |          |
| 1989            | REMIC                |          |
| 1990            | Invertur             |          |
| 1991            | Inca Sur             |          |
| 1992 - 1994     | Kiwigen              |          |
| 1993            | Lotería del Cusco    |          |
| 1995 - 2004     | Cerveza Cusqueña     |          |
| 2005 - 2006     | LG                   |          |
| 2007 - 2008     | Cerveza Cristal      |          |
| 2009 - 2011     | Movistar             |          |
| 2012 - 2013     | Sin sponsor          |          |
| 2014 - 2019     | Caja Cusco           |          |
| 2020 - 2023     | Caja Huancayo        |          |
| 2023 - 2024     | DoradoBet            |          |
| 2025 - Presente | DoradoBet Caja Cusco |          |

## Infraestructura

### Estadio

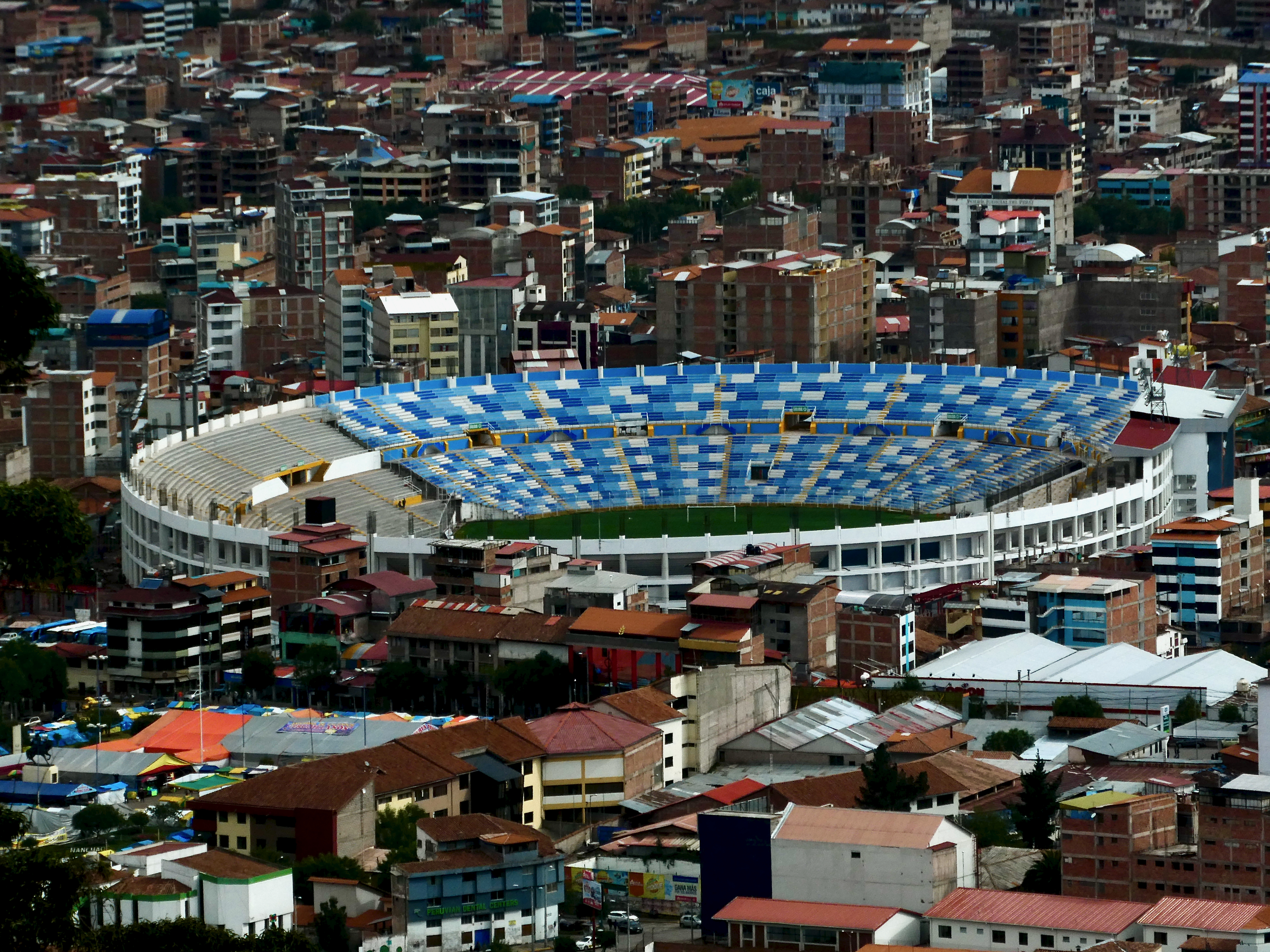
Estadio Inca Garcilaso de la Vega.

El Estadio Inca Garcilaso de la Vega es un recinto deportivo para la práctica del fútbol ubicado en la ciudad peruana del Cusco a 3366 m s. n. m. Es propiedad del Instituto Peruano del Deporte y en él juegan sus partidos de local los clubes Cienciano, Cusco FC y Deportivo Garcilaso.
Fue inaugurado en 1950 con un aforo para 22.000 espectadores. Sin embargo, con ocasión de la realización de la Copa América 2004 en el Perú, el estadio fue ampliado a su capacidad actual de 42.056 espectadores. Además, posee la mejor cancha natural del Perú.
En la inauguración de las luces artificiales jugaron Cienciano y la Selección paraguaya saliendo victorioso el cuadro imperial
Actualmente el estadio ha sido remodelado pero aun le falta detalles.

### Museo
El Gobierno Regional de Cusco en coordinación con la Directiva del club, construyen un museo en el estadio Inca Garcilaso de la Vega, dedicado al triunfo, la historia y la trayectoria del club. El 29 de diciembre del 2018 se inauguró un museo dedicado al club centenario, y hasta la fecha, junto con la "U" son los únicos clubes del Perú en tener su propio museo deportivo donde se exhiben su historia a sus hinchas y socios. 
La exposición cuenta con fotos de los jugadores que hicieron historia en el club. Una colección de camisetas de todos los materiales, incluso de lana. Un lugar privilegiado de la muestra tendrán réplicas de las 2 copas internacionales ganadas por el equipo: la Copa Sudamericana 2003 y la Recopa Sudamericana 2004.

### Complejo Deportivo
Desde abril de 2022, el Cienciano cuenta su Centro de Entrenamiento para la concentración del plantel principal del club, que posee un campo de juego para la realización de sus entrenamientos y oficinas. Se encuentra ubicado en Anta, al oeste de Cusco.
Al momento el Centro de Entrenamiento, se está ampliando para construir un CAR que será inaugurado muy pronto. 

## Barras

### Furia Roja
Gracias a su historia y a sus éxitos internacionales, Cienciano se ha hecho con una gran afición en el Cusco. Su principal barra brava fue fundada en 1995 y se conoce como la Furia Roja. Suele ubicarse en las tribuna norte del Estadio Inca Garcilaso de la Vega y es la Barra Oficial del Club Cienciano que acompaña al equipo imperial en cada partido local.

## Rivalidades

### Clásico Cusqueño
El club tiene como su eterno rival al Club Deportivo Garcilaso con quien disputa el Clásico Cusqueño, ambos dividen la mayor parte de preferencias entre la población cusqueña. Otro club que se integra a esta rivalidad es Cusco FC.

### Clásico del Sur
Cienciano también tiene otro clásico rival que es Melgar, siendo los clubes con mayor cantidad de aficionados en el sur del país. Por este motivo, el Melgar es el eterno rival de Cienciano a nivel departamental.
A este tradicional encuentro se le conoce como El Clásico del Sur, la estadística de este encuentro muestra un predominio por parte del equipo rojinegro, ya que de 90 partidos jugados presentan 42 partidos ganados, mientras que el "Papá de América" presenta 25 partidos ganados.
El resultado más alto logrado por Melgar en condición de local fue de 5-0 (en el campeonato regional de 1990) y de visita fue de 1-4 (en el campeonato descentralizado de 2009); en cuanto al equipo imperial el resultado más alto logrado en condición de local fue de 5-2 (en el campeonato descentralizado de 2000) y de visita fue de 0-4 (en el campeonato descentralizado de 2011).
Cabe resaltar que ambos equipos son históricos del balompié peruano, ya que Cienciano cuenta con 117 años de fundación, mientras que el equipo arequipeño con 103 años. Ambos han dejado una importante huella en el torneo peruano, puesto que el equipo rojo cuenta con 3 torneos (Torneo Clausura 2001, Torneo Apertura 2005, Torneo Clausura 2006), 3 subcampeonatos nacionales (2001, 2005, 2006) y 2 títulos internacionales (Copa Sudamericana 2003 y Recopa Sudamericana 2004), mientras que el equipo rojinegro cuenta con 3 torneos (Torneo Clausura 2015, Torneo de Verano 2017 y Torneo Clausura 2018), 2 títulos nacionales (1981, 2015) y 2 subcampeonatos nacional (1983, 2016).

#### Goleadas al clásico rival
| Fecha                             | Rival  | Resultado | Ciudad   | Torneo Peruano                 |
| --------------------------------- | ------ | --------- | -------- | ------------------------------ |
| Primera División del Perú de 1991 | Melgar | 4:1       | Cusco    | Primera División del Perú 1991 |
| Fecha 6 Torneo Intermedio de 1993 | Melgar | 4:0       | Cusco    | Torneo Intermedio Grupo 2 1993 |
| 10 de septiembre del 2000         | Melgar | 5:2       | Cusco    | Torneo Clausura 2000           |
| 15 de septiembre del 2002         | Melgar | 4:1       | Cusco    | Torneo Clausura 2002           |
| 13 de junio del 2004              | Melgar | 4:0       | Cusco    | Torneo Apertura 2004           |
| 7 de diciembre del 2005           | Melgar | 4:0       | Cusco    | Torneo Clausura 2005           |
| 20 de febrero del 2011            | Melgar | 0:4       | Arequipa | Torneo Descentralizado 2011    |
| 8 de febrero del 2015             | Melgar | 3:0       | Cusco    | Torneo del Inca 2015           |

## Datos del club
- Puesto histórico: 6.º[49]
- Tabla histórica de la IFFHS: Cienciano es el mejor equipo del Perú de los últimos 20 años, ubicándose en el puesto 109, por delante del Sporting Cristal (134), Universitario (149) y Alianza Lima (183);[14]  y en diciembre de 2003 y septiembre de 2004 fue anunciado por la IFFHS como el mejor equipo del mes del mundo.[15]
- Club Clásico de la FIFA: Es considerado uno de los equipos clásicos del Perú según la FIFA.
- Lemas del club: "Sí se puede", "Upa, Upa, Upapá, el Cienciano es el papá".
- Temporadas en Primera División: 42 (1973-1977, 1984 - 2015 y 2020-).
- Temporadas en Segunda División: 4 (2016-2019).
- Mejor puesto en Primera División: 2.º
- Peor puesto en Primera División: 15.º
- Mejor puesto en Segunda División: 1.º
- Peor puesto en Segunda División: 6.º
- Mayor goleada conseguida:
  - En campeonatos nacionales de local: Cienciano 8:1 Unión Huaral (29 de octubre de 2017).[50] Cienciano 7:0 Unión Comercio (31 de octubre de 2024)
  - En campeonatos nacionales de visita: Serrato Pacasmayo 0:7 Cienciano (17 de junio de 2018).[51]
  - En Clásico del Sur de local: Cienciano 4:0 FBC Melgar (1993).[52] (13 de junio de 2004).[53] (7 de diciembre de 2005).[54] (20 de febrero de 2011).[55]
  - En Clásico del Sur de visita: FBC Melgar 0:4  Cienciano (20 de febrero de 2011).[55]
  - En torneos internacionales de local: Cienciano 6:1 Carabobo  (31 de agosto de 2004).[56]
  - En torneos internacionales de visita:  Alianza Lima 0:1 Cienciano (26 de agosto de 2003),  Atlético Nacional 1:2 Cienciano (13 de noviembre de 2003),  Carabobo 1:2 Cienciano (24 de agosto de 2004) y  Bolívar 2:3 Cienciano (28 de marzo de 2007).
- Mayor goleada recibida:
  - En campeonatos nacionales de local: Cienciano 1:4 FBC Melgar (1 de noviembre de 2009) y Cienciano 1:4 Ayacucho FC (29 de febrero de 2020).
  - En campeonatos nacionales de visita: Alianza Lima 7:0 Cienciano (24 de mayo de 1974), FBC Melgar 7:0 Cienciano (15 de julio de 1990) y Sporting Cristal 7:0 Cienciano (31 de marzo de 1993).
  - En Clásico del Sur de local: Cienciano 1:4 FBC Melgar (2009).[57]
  - En Clásico del Sur de visita: FBC Melgar 7:0 Cienciano (15 de julio de 1990).[58]
  - En torneos internacionales de local: Cienciano 1:5 Chivas de Guadalajara  (9 de febrero de 2005).[59]
  - En torneos internacionales de visita:  Liga Deportiva Universitaria de Quito 4:0 Cienciano (28 de septiembre de 2004),  Caracas Fútbol Club 4:0 Cienciano (28 de marzo de 2006).
- Mejor participación internacional:
  - Campeón Copa Sudamericana 2003 (primer y único campeón peruano) 
  - Campeón Recopa Sudamericana 2004 (primer y único campeón peruano)
- Máximo goleador:
  - En torneo local:  Pablo Muchotrigo (32 goles en el Campeonato Descentralizado 1974).
  - En torneo internacional:  Germán Carty (6 goles en la Copa Sudamericana 2003) 
  - Máximo goleador histórico:  Sergio Ibarra (67 goles)
  - Máximo goleador en torneos internacionales:  Germán Carty (10 goles)

### Participaciones internacionales
| Torneo                           | Ediciones                           |
| -------------------------------- | ----------------------------------- |
| Copa Libertadores de América (6) | 2002, 2004, 2005, 2006, 2007, 2008. |
| Copa Sudamericana (6)            | 2003, 2004, 2009, 2022, 2023, 2025  |
| Recopa Sudamericana (1)          | 2004.                               |

- En Negrita se muestran las ediciones en las que el club fue campeón.

### Por competencia
| Torneo                       | Temp. | PJ | PG | PE | PP | GF | GC | Dif. | Pts. | Mejor desempeño  |
| ---------------------------- | ----- | -- | -- | -- | -- | -- | -- | ---- | ---- | ---------------- |
| Copa Libertadores de América | 6     | 36 | 12 | 4  | 20 | 42 | 62 | -20  | 40   | Octavos de final |
| Copa Sudamericana            | 5     | 21 | 10 | 5  | 6  | 30 | 26 | +4   | 35   | Campeón          |
| Recopa Sudamericana          | 1     | 1  | 0  | 1  | 0  | 1  | 1  | 0    | 1    | Campeón          |
| Total                        | 12    | 58 | 22 | 10 | 26 | 73 | 89 | -16  | 76   | 2 Títulos        |

## Organigrama deportivo

### Altas y bajas 2023
| Altas            |                |                     |
| Futbolista       | Posición       | Procedencia         |
| Alberto Quintero | Delantero      | Universitario       |
| Patricio Álvarez | Portero        | Sport Boys          |
| Iván Santillán   | Defensor       | Universitario       |
| Franco Medina    | Defensor       | Deportivo Municipal |
| Paolo Hurtado    | Centrocampista | Alianza Lima        |
| José Leguizamón  | Defensor       | Club Sol de América |
| Claudio Torrejón | Centrocampista | Sport Boys          |
| Ángel Ojeda      | Centrocampista | Binacional          |

| Bajas             |                |                      |
| Futbolista        | Posición       | Destino              |
| Junior Barbieri   | Portero        | Deportivo Garcilaso  |
| Patrick Zubczuk   | Portero        | UTC                  |
| José Racchumick   | Defensor       | Sport Boys           |
| Alexis Cossío     | Defensor       | Carlos A. Mannucci   |
| Axel Chávez       | Defensor       | Los Chankas          |
| Erick Perleche    | Defensor       | Carlos A. Mannucci   |
| Nicolás Rinaldi   | Centrocampista | Deportivo Cuenca     |
| Fernando Guerrero | Delantero      | Liga de Quito        |
| Facundo Curuchet  | Delantero      | Aldosivi             |
| Adrián Ugarriza   | Delantero      | Sporting Cristal     |
| Ángel Romero      | Centrocampista | Deportivo Binacional |
| Jean Deza         | Delantero      | Alianza Universidad  |
| Franco Medina     | Defensor       | Sporting Cristal     |

### Récords
- Actualizado al 24 de abril de 2025.[60]

| 1.  | Percy Aguilar      | 75 goles | 1.  | Julio César García  | 296 partidos |     |               |          |
| 2.  | Miguel Mostto      | 70 goles | 2.  | Juan Carlos Bazalar | 227 partidos |     |               |          |
| 3.  | Sergio Ibarra      | 63 goles | 3.  | Óscar Ibáñez        | 202 partidos |     |               |          |
| 4.  | Ramón Rodríguez    | 56 goles | 4.  | César Ccahuantico   | 177 partidos |     |               |          |
| 5.  | Pablo Muchotrígo   | 49 goles | 5.  | Miguel Mostto       | 176 partidos |     |               |          |
| 6.  | Carlos Garcés      | 45 goles | 6.  | Cristian García     | 169 partidos |     |               |          |
| 7.  | Germán Carty       | 36 goles | 7.  | Paolo de la Haza    | 167 partidos |     |               |          |
| 8.  | Julio César García | 35 goles | 8.  | Alessandro Morán    | 159 partidos |     |               |          |
| 9.  | Ernesto Zapata     | 28 goles | 9.  | Germán Carty        | 141 partidos |     |               |          |
| 10. | Néstor Mordini     | 28 goles | 10. | Sergio Ibarra       | 138 partidos | 11. | Paul Cominges | 27 goles |

## Entrenadores

#### Entrenadores campeones
| Entrenador           | Años                         | Títulos Obtenidos |
| -------------------- | ---------------------------- | --- |
| Carlos Daniel Jurado | 2000-2002 / 2005 / 2011-2012 | Torneo Clausura 2001 y Torneo Apertura 2005                                                                                               |
| Freddy Ternero       | 2003 - 2004                  | Copa Sudamericana 2003 y Recopa Sudamericana 2004; primer entrenador peruano en haber obtenido títulos internacionales a nivel de clubes. |
| Julio César Uribe    | 2006-2007                    | Torneo Clausura 2006 |
| Marcelo Grioni       | 2019                         | Liga 2 2019 |

#### Últimos entrenadores
| Entrenador                    | Período     |
| ----------------------------- | ----------- |
| Clemente Velásquez            | 1967        |
| César Cubilla                 | 1971        |
| Jorge Vichera                 | 1973        |
| José Tadormina Garrido        | 1976        |
| Rigoberto Felandro            | 1977        |
| Eloy Campos                   | 1977        |
| Diego Agurto                  | 1986 - 1987 |
| Víctor Zegarra                | 1988        |
| Rufino Bernales               | 1989        |
| Ramón Quiroga                 | 1992        |
| Héctor Berrio                 | 1993        |
| Luis Roth                     | 1993        |
| César Cubilla                 | 1994        |
| Ramón Flores (Interino)       | 1994        |
| Luis Zacarías                 | 1994        |
| Rufino Bernales               | 1994        |
| Freddy Ternero                | 1994 - 1995 |
| Ricardo Kergaravat (Interino) | 1995        |
| Francisco Bertoccky           | 1995        |
| Freddy Bustamante             | 1995 - 1996 |
| Ramón Quiroga                 | 1996 - 1998 |
| Antonio Alzamendi             | 1998        |
| Carlos Daniel Jurado          | 1999        |
| Franco Navarro                | 1999        |
| Carlos Cumapa (Interino)      | 1999        |
| Carlos Daniel Jurado          | 2000        |

| Entrenador               | Período     |
| ------------------------ | ----------- |
| Carlos Cumapa (Interino) | 2000        |
| Freddy Ternero           | 2000-2001   |
| Carlos Daniel Jurado     | 2001 - 2002 |
| Teddy Cardama            | 2002        |
| Édgar Ospina             | 2003        |
| Martín Duffo (Interino)  | 2003        |
| Freddy Ternero           | 2003-2004   |
| Carlos Sevilla           | 2005        |
| Carlos Daniel Jurado     | 2005        |
| Wilmar Valencia          | 2006        |
| Julio César Uribe        | 2006-2007   |
| José Basualdo            | 2007        |
| Franco Navarro           | 2007-2008   |
| Julio César Uribe        | 2008-2009   |
| Marcelo Trobbiani        | 2009        |
| José Torres              | 2009        |
| Édgar Ospina             | 2010        |
| Sergio Ibarra            | 2010        |
| Marcelo Trobbiani        | 2011        |
| Carlos Daniel Jurado     | 2012        |
| Raúl Arias               | 2012        |
| Mario Viera              | 2013-2014   |
| Jorge Espejo             | 2015        |
| Paul Cominges            | 2015-2016   |
| Óscar Ibáñez             | 2016        |
| Fredy García             | 2017        |

| Entrenador                 | Período         |
| -------------------------- | --------------- |
| Sergio Ibarra              | 2017-2018       |
| Gustavo Roverano           | 2018            |
| Duilio Cisneros            | 2019            |
| Marcelo Grioni             | 2019 - 2021     |
| Víctor Rivera              | 2021            |
| Víctor Rivera              | 2021            |
| Lisandro Greppo (Interino) | 2021            |
| Gerardo Ameli              | 2021 - 2022     |
| César Vigevani             | 2022            |
| Jesús Cisneros (Interino)  | 2022            |
| Leonel Álvarez             | 2023            |
| Jesús Cisneros (Interino)  | 2023            |
| Gerardo Ameli              | 2023            |
| Oscar Ibáñez               | 2023 - 2024     |
| Cristian Leonel Díaz       | 2024-actualidad |

## Palmarés
| Cienciano                                                                        | — | 3 | — | 1 | 1 | 5 |
| Datos actualizados a la consecución del último título el 8 de noviembre de 2019. |   |   |   |   |   |   |

### Torneos nacionales
| Competición nacional            | Títulos     | Subcampeonatos    |
| ------------------------------- | ----------- | ----------------- |
| Primera División del Perú (0/3) |             | 2001, 2005, 2006. |
| Torneo Apertura (1/2)           | 2005        | 2004, 2007.       |
| Torneo Clausura (2/0)           | 2001, 2006. |                   |
| Segunda División del Perú (1/0) | 2019.       |                   |
| Copa Perú (0/1)                 |             | 1973.             |

### Torneos regionales
| Competición regional                         | Títulos | Subcampeonatos |
| -------------------------------------------- | --- | -------------- |
| Campeonato Regional - Zona Sur (1/0)         | 1988. |                |
| Etapa Regional - Región Sur A, Sureste (5/0) | 1967, 1968, 1971, 1972, 1973. |                |
| Liga Departamental de Cusco (6/0)            | 1966, 1967, 1970, 1971, 1972, 1982. |                |
| Liga Distrital de Cusco (24/0)               | 1924, 1927, 1928, 1929, 1931, 1936, 1944, 1945, 1948, 1952, 1954, 1955, 1956, 1959, 1962, 1964, 1965, 1966, 1967, 1970, 1971, 1972, 1981, 1983. |                |

### Torneos internacionales
| Competición internacional | Títulos | Subcampeonatos |
| ------------------------- | ------- | -------------- |
| Copa Sudamericana (1/0)   | 2003.   |                |
| Recopa Sudamericana (1/0) | 2004.   |                |

## Filiales

### Club Cienciano Júnior
El Club Cienciano Júnior es el primer equipo filial. Actualmente milita en la Primera División Distrital del Cuzco. La mayoría de sus jugadores, están conformado por las canteras del club histórico, para brindar competitividad en la liga y en las demás etapas de la Copa Perú.

### Club Sportivo Cienciano (Breña)
El Sportivo Cienciano es el segundo equipo filial. En la actualidad, participa por varios años en la Primera División Distrital del Breña. La mayoría de sus jugadores, están conformado por jóvenes limeños que quieren aportar sus talentos a la institución. Además, para escalar las etapas de la Copa Perú.

### Escuela De Fútbol Cienciano Júnior
Es la escuela encargada de la formación de jugadores en las categorías inferiores y juveniles del Cienciano. Su sede principal se encuentra en el Cuzco. Participa en torneos de menores y juveniles de la región e interregionales.